# Società Sportiva Lazio Calcio Femminile 2014-2015
Questa voce raccoglie le informazioni riguardanti la Società Sportiva Lazio Calcio Femminile nelle competizioni ufficiali della stagione 2014-2015.

## Rosa
Rosa aggiornata alla fine della stagione.
| N. |                     | Ruolo | Calciatrice          |
| -- | ------------------- | ----- | -------------------- |
|    | Italia (bandiera)   | D     | Sonia Angelini       |
|    | Ungheria (bandiera) | P     | Réka Aschenbrenner   |
|    | Italia (bandiera)   | D     | Tania Autili         |
|    | Italia (bandiera)   | A     | Sara Berarducci      |
|    | Italia (bandiera)   | C     | Lavinia Bombieri     |
|    | Italia (bandiera)   | A     | Aurora Cacchioni     |
|    | Italia (bandiera)   | C     | Antonietta Castiello |
|    | Italia (bandiera)   | A     | Asia Celli           |
|    | Italia (bandiera)   | C     | Alessia Cianci       |
|    | Italia (bandiera)   | A     | Cristina Coletta     |
|    | Italia (bandiera)   | A     | Luana Corradino      |
|    | Italia (bandiera)   | C     | Alessia Cutillo      |
|    | Italia (bandiera)   | A     | Daniela Di Paolo     |
|    | Italia (bandiera)   | C     | Roberta Diodato      |
|    | Italia (bandiera)   | D     | Alice Ferrazza       |
|    | Italia (bandiera)   | D     | Sara Fiorentini      |
|    | Italia (bandiera)   | C     | Rebecca Grassi       |
|    | Italia (bandiera)   | C     | Silvia Iannetti      |

| N. |                    | Ruolo | Calciatrice          |
| -- | ------------------ | ----- | -------------------- |
|    | Italia (bandiera)  | A     | Flaminia Lombardozzi |
|    | Italia (bandiera)  | D     | Benedetta Lommi      |
|    | Italia (bandiera)  | P     | Fabiana Mari         |
|    | Italia (bandiera)  | P     | Emanuela Melis       |
|    | Italia (bandiera)  | C     | Giulia Monaco        |
|    | Italia (bandiera)  | P     | Clarice Morelli      |
|    | Italia (bandiera)  | C     | Erika Pecchia        |
|    | Italia (bandiera)  | D     | Arianna Pezzotti     |
|    | Italia (bandiera)  | A     | Miriam Picchi        |
|    | Romania (bandiera) | P     | Sabina Adelaide Radu |
|    | Italia (bandiera)  | A     | Martina Santoro      |
|    | Italia (bandiera)  | D     | Federica Savini      |
|    | Albania (bandiera) | C     | Aurora Seranaj       |
|    | Italia (bandiera)  | A     | Beatrice Sette       |
|    | Italia (bandiera)  | A     | Federica Tagliaferri |
|    | Italia (bandiera)  | A     | Rossella Tata        |
|    | Italia (bandiera)  | D     | Flavia Vaccari       |
|    | Italia (bandiera)  | C     | Noemi Visentin       |

## Calciomercato

### Sessione estiva
| Acquisti | Acquisti        | Acquisti         | Acquisti |
| R.       | Nome            | da               | Modalità |
| -------- | --------------- | ---------------- | -------- |
| C        | Aurora Seranaj  | Biljanini Izvori |          |
| A        | Luana Corradino | Roma CF          |          |

| Cessioni | Cessioni        | Cessioni | Cessioni |
| R.       | Nome            | a        | Modalità |
| -------- | --------------- | -------- | -------- |
| C        | Diletta Topazio | Roma CF  |          |

## Risultati

### Serie B

#### Girone di andata
| Arbitro: | Foresta (Nola) |

|                                      |           |  |
| Mancini 65’ Novelli 70’ Vukčević 86’ | Marcatori |  |

#### Girone di ritorno
| Arbitro: | Mazzarà (Palermo) |

|  |           |                         |
|  | Marcatori | 9’ Vukčević 71’ Simeone |

### Coppa Italia
| Arbitro: | Matteo Centi (Viterbo) |

|  |           |                                                 |
|  | Marcatori | 8’ (rig.) Nagni 67’ Ciccotti 75’ (rig.) Palombi |

| Arbitro: | Giuseppe Zuffada (Sulmona) |

|  |           |                               |
|  | Marcatori | 75’ Di Paolo 90’ (aut.) Lucci |

## Statistiche

### Statistiche di squadra
| Competizione | Punti | In casa | In casa | In casa | In casa | In casa | In casa | In trasferta | In trasferta | In trasferta | In trasferta | In trasferta | In trasferta | Totale | Totale | Totale | Totale | Totale | Totale | DR |
| Competizione | Punti | G       | V       | N       | P       | Gf      | Gs      | G            | V            | N            | P            | Gf           | Gs           | G      | V      | N      | P      | Gf     | Gs     | DR |
| ------------ | ----- | ------- | ------- | ------- | ------- | ------- | ------- | ------------ | ------------ | ------------ | ------------ | ------------ | ------------ | ------ | ------ | ------ | ------ | ------ | ------ | -- |
| Serie B      | 37    | 13      | -       | -       | -       | -       | -       | 13           | -            | -            | -            | -            | -            | 26     | 13     | 2      | 11     | 46     | 42     | +4 |
| Coppa Italia | -     | 1       | 0       | 0       | 1       | 0       | 3       | 1            | 1            | 0            | 0            | 2            | 0            | 2      | 1      | 0      | 1      | 2      | 3      | -1 |
| Totale       | -     | 14      | -       | -       | -       | -       | -       | 14           | -            | -            | -            | -            | -            | 28     | 14     | 2      | 12     | 48     | 45     | +3 |

### Andamento in campionato
| Giornata  | 1 | 2 | 3 | 4 | 5 | 6 | 7 | 8 | 9 | 10 | 11 | 12 | 13 | 14 | 15 | 16 | 17 | 18 | 19 | 20 | 21 | 22 | 23 | 24 | 25 | 26 |
| --------- | - | - | - | - | - | - | - | - | - | -- | -- | -- | -- | -- | -- | -- | -- | -- | -- | -- | -- | -- | -- | -- | -- | -- |
| Luogo     |   |   |   |   |   |   |   |   |   |    |    |    |    |    |    |    |    |    |    |    |    |    |    |    |    |    |
| Risultato |   |   |   |   |   |   |   |   |   |    |    |    |    |    |    |    |    |    |    |    |    |    |    |    |    |    |
| Posizione |   |   |   |   |   |   |   |   |   |    |    |    |    |    |    |    |    |    |    |    |    |    |    |    |    | 7  |

Legenda:

Luogo: C = Casa; T = Trasferta. Risultato: V = Vittoria; N = Pareggio; P = Sconfitta.

### Statistiche delle giocatrici
| Giocatore | Serie B  | Serie B | Serie B     | Serie B    | Coppa Italia | Coppa Italia | Coppa Italia | Coppa Italia | Totale   | Totale | Totale      | Totale     |
| Giocatore | Presenze | Reti    | Ammonizioni | Espulsioni | Presenze     | Reti         | Ammonizioni  | Espulsioni   | Presenze | Reti   | Ammonizioni | Espulsioni |
| --------- | -------- | ------- | ----------- | ---------- | ------------ | ------------ | ------------ | ------------ | -------- | ------ | ----------- | ---------- |